# Институт социологии образования РАО
Институт социологии образования РАО (ИСО РАО) — научно-исследовательское учреждение входящие в состав Российской академии образования (РАО), научные лаборатории которого ведут социологические исследование в области образования.

## История и деятельность ИСО РАО
22 декабря 1992 года было принято решение о создании Центра социологии образования в структуре Российской академии образования. В начале 1993 года центр полноценно начал свою работу. В связи с реорганизацией структуры РАО центр был переименован в 2008 году в Институт социологии образования. Институт является федеральным государственным бюджетным учреждением, некоммерческой научной организацией.
Институт создан Российской академией образования Приказом № 62 от 7 декабря 1992 года. Целями деятельности института являются: методологическое, научно-теоретическое и методическое обеспечение социологических исследований, направленных на поддержание функционирования и развитие сферы образования; определение приоритетных направлений фундаментальных и прикладных научных исследований в области социокультурных проблем образования; совершенствование подготовки кадров высшей квалификации по исследованию социокультурных проблем образования.
В составе Института работает четыре научно-исследовательские лаборатории:
- лаборатория теоретических и методологических проблем социологии образования;
- лаборатория мониторинговых социологических исследований в образовании;
- лаборатория социологии дошкольного воспитания;
- лаборатория социокультурных проблем образования и воспитания.

Средний возраст сотрудников института ведущих научную деятельность — 34,2 года.
Ниже приведён далеко неполный перечень основных научных направлений, по которым институт проводил социологические исследования за 20 лет существования:
- Социокультурные проблемы институциональных и функциональных трансформаций в сфере образования (2008-2012гг.);
- Социальные проблемы неравенства доступа к получению качественного образования (2008-2012гг.);
- Социокультурная типология региональных образовательных систем современной России (1995-2000гг.);
- Ценностные ориентации и отношение к образованию школьников и учащейся молодежи в современной социокультурной ситуации (1995-2000гг.);
- Ценностные ориентации и отношение к дошкольному воспитанию воспитателей детских садов и родителей (1995-2000гг.);
- Национальная и этническая толерантность в современной подростковой и молодежной субкультуре (2001-2003гг.);
- Изучение политических ориентаций учащихся общеобразовательных школ и ПТУ (2004-2007гг.);
- Социальные проблемы влияния художественной культуры и СМИ на сферу образования (2008-2012гг.);
- Социальные факторы, определяющие использование информационных компьютерных технологий (ИКТ) в сфере образования (2004-2007гг.);
- Учительство как профессиональная группа: динамика социокультурных трансформаций (2004-2007гг.).

Всего за 20 лет по анкетам, разработанным институтом, в ходе исследований было опрошено более 100 000 респондентов (учащихся, учителей, родителей, администраторов). За 20 лет работы институт опубликовал под собственной редакцией 49 изданий (монографий, сборников научных статей, брошюр и другого) с результатами научных исследований. Общий объём изданий составляет около 910 п. л. /
Ежегодно материалы и результаты исследований института публиковались в «Трудах по социологии образования». За эти годы опубликовано 28 выпусков. За время работы института его сотрудниками было опубликовано более 500 статей в научных журналах, в том числе зарубежных и рекомендованных ВАК, сделано более 200 докладов на международных, российских и межрегиональных конференциях. Результаты деятельности института неоднократно докладывались и обсуждались на заседаниях Отделения образования и культуры РАО, заседаниях Президиума РАО и Бюро Президиума РАО, при этом получали высокую оценку и рекомендации по их использованию, как в исследовательской работе, так и в педагогической практике. Материалы научно-исследовательской деятельности института были включены в доклад «О повышении роли культуры и образования в развитии творческих способностей детей и молодёжи» на заседании Государственного совета Российской Федерации, Совета при Президенте Российской Федерации по культуре и искусству, Совета при Президенте Российской Федерации по науке и образованию.
Научные труды института постоянно применяются в педагогической практике, при чтении курсов лекций по социологии образования, социальной психологии и других социологических, психологических и педагогических дисциплин в МГУ, МГППУ, РГГУ, Институте социологии Государственного университета гуманитарных наук, Институте психологии и педагогики развития Сибирского федерального университета (Красноярск) и ряде других образовательных учреждениях. Аспирантура института действует с 2001 года. За это время кандидатами наук стали девять человек. В своей научной деятельности институт имеет постоянные партнёрские отношения более чем с 30-ю федеральными и региональными учреждениями управления образованием, научными сообществами, фондами, научными учреждениями и организациями, дошкольными, средними, а также средними и высшими профессиональными учреждениями образования. Институт проводит совместные исследования с научными и образовательными учреждениями Латвии, Украины, Молдавии и Казахстана. Коллектив научных сотрудников в 2001 году был удостоен Премии Президента РФ в области образования.

## Сотрудничество
ИСО РАО сотрудничает с различными организациями, фондами и институтами:
- Институт «Открытое общество»;
- ЮНЕСКО;
- ISSBD;
- Министерство образования РФ;
- Всемирный банк;
- Московский комитет образования;
- Совет по культуре и искусству при Президенте РФ;
- Рижская Академия педагогики и управления образованием (RPIVA, Латвия);
- Донецкий институт рынка и социальной политики;
- Киевский институт проблем управления имени Горшенина;
- Евразийский национальный университет им. Л. Н. Гумилева (Республика Казахстан);
- Федеральное государственное учреждение «Федеральный институт развития образования» (ФГУ «ФИРО»);
- Государственное учреждение «Московский центр качества образования»;
- Государственный музей изобразительных искусств им. А. С. Пушкина;
- Ставропольский государственный аграрный университет;
- Психолого-педагогический факультет Института естественных и гуманитарных наук Федерального государственного образовательного учреждения Высшего профессионального образования «Сибирский государственный университет» (г. Красноярск);
- Краевое государственное автономное образовательное учреждение дополнительного профессионального образования (повышения квалификации) специалистов «Красноярский краевой институт повышения квалификации и профессиональной переподготовки работников образования» (КК ИПКиПП РО);
- Государственное образовательное учреждение высшего профессионального образования города Москвы «Московский гуманитарный педагогический институт» (МГПИ);
- Государственное образовательное учреждение высшего профессионального образования «Московский государственный областной университет» (МГОУ);
- Государственное бюджетное образовательное учреждение Среднего профессионального образования города Москвы «Московский театральный колледж» при Государственном учреждении культуры г. Москвы «Московский театр под руководством О. Табакова».

## Публикации Института

### 2013 год
- Собкин В.С., Скобельцина К.Н., Иванова А.И., Верясова Е.С. Социология дошкольного детства. Труды по социологии образования. - М.: Институт социологии образования РАО, 2012. - 268с. Монография подготовлена по результатам социологических исследований, выполненных сотрудниками Института социологии образования РАО. Работа посвящена изучению социологических проблем дошкольного воспитания.

### 2012 год
- Сборник научных статей "Социология Образования 2012" подготовлен по материалам исследований, выполненных сотрудниками Института социологии образования РАО. В статьях сборника на конкретном эмпирическом материале рассматривается широкий круг вопросов, связанных с влиянием социальной дифференциации на функциональные и институциональные изменения в сфере образования.

### 2011 год
- Сборник научных статей «Социология образования 2011». Статьи посвящены: влиянию социальной дифференциации на функциональные и институциональные изменения в сфере образования; проблеме социализации ребенка на этапе дошкольного детства; социокультурной трансформации подростковой и молодежной субкультуры и многому другому.

### 2010 год
- Сборник научных статей «Социология образования 2010». Статьи посвящены: влиянию социальной дифференциации на функциональные и институциональные изменения в сфере образования; проблеме социализации ребенка на этапе дошкольного детства; вопросу, связанному с изменением различных социальных стереотипов: в профессиональной сфере, в СМИ, в кино и художественной литературе и многому другому.
- Монография «Фильм Чучело глазами современных школьников». Анализируются вопросы, связанные с особенностями понимания зрителями сюжетнособытийной композиции художественного фильма. Дается психологическая интерпретация ключевых эпизодов, актуализирующих процессы смыслообразования и эмоционального переживания в процессе восприятия.[2]

Пример научной публикации: "Фильм Чучело глазами современных школьников"

### 2009 год
- Сборник научных статей «Социология образования 2009». Статьи посвящены: особенности социализации в подростковом возрасте (изменение политических ориентаций, жизненных ценностей, профессиональных планов и др.). Даются обзоры отечественных и зарубежных работ по проблемам агрессивности, сексуального поведения подростков, профессионального самоопределения на этапе получения высшего образования.
- Монография «Отношение учителей к Единому Государственному Экзамену». Монография подготовлена по материалам социологического опроса 2334 учителей общеобразовательных школ.

### 2008 год
- Монография «Мониторинг социальных последствий информатизации: что изменилось в школе за три года?». Монография, посвящена проблемам информатизации образования и отношению участников образовательного процесса (учащихся, учителей и администраторов школ) к инфокоммуникационным технологиям.

### 2007 год
- Монография «Студент педагогического вуза: жизненные и профессиональные перспективы.» Анализируются вопросы, касающиеся особенностей отбора студентов в педагогический вуз; мотивации получения высшего педагогического образования; профессиональных планов студентов после окончания вуза; отношение студентов к содержанию получаемого образованию; взаимодействие студентов с преподавателями; совмещению учебы и работы; участию в научно-исследовательской деятельности и многое другое.

### 2006 год
- Сборник научных статей «Социокультурные трансформации подростковой субкультуры». Статьи посвящены: особенностям социализации в подростковом возрасте; отношению старшеклассников к мигрантам; участию подростков в школьном самоуправлении; политическому самоопределению подростка, его жизненные перспективам и страхам.
- Монография «Отношение участников образовательного процесса к информационно-коммуникационным технологиям». Основана на материалах социологического опроса участников образовательного процесса.
- Сборник научных статей «Социология образования: беседы, технологии, методы». Статьи посвящены: целевым и ценностным ориентациям школьного образования, социокультурным технологиям организации детских образовательных учреждений и методами их социологических исследования.
- Сборник научных статей «Социология дошкольного воспитания».

### 2005 год
- Монография «Подросток: нормы, риски, девиации». Рассматриваются вопросы, связанные с особенностями трансформации подростковой субкультуры при переходе от подросткового к юношескому возрасту.

### 2004 год
- Сборник научных статей «Толерантность в подростковой и молодежной среде». Сборник подготовлен в рамках Федеральной целевой программы «Формирование установок толерантного сознания и профилактика экстремизма в российском обществе (2001—2005 гг.)»
- Библиографический указатель «Социология образования 1980—2003 г.г.». В библиографическом указателе названы публикации по социологии образования на русском языке за период с 1980 по 2003 год.
- Сборник научных статей «Социология образования». Статьи посвящены: формированию социокультурного подхода в сфере образования на рубеже ХХ-го века, дается характеристика отдельных направлений исследований по социологии образования за рубежом.

### 2003 год
- Сборник научных статей «Возрастные особенности формирования толерантности». Сборник подготовлен в рамках Федеральной целевой программы «Формирование установок толерантного сознания и профилактика экстремизма в российском социуме: социокультурная динамика и инфституциональные трансформации» РАО.
- Сборник научных статей «Проблемы толерантности в подростковой субкультуре». Сборник подготовлен Федеральной целевой программы «Формирование установок толерантного сознания и профилактика экстремизма в российском обществе (2001—2005 гг.)» и программы «Образование в российском социуме: социокультурная динамика и институциональные трансформации» РАО.

### 2002 год
- Монография «Социология воспитания: дошкольный возраст». В работе анализируются ценностные ориентации и воспитательные стратегии родителей, их отношение к государственной системе дошкольного воспитания.
- Монография «Прикладные аспекты социальной инженерии: социология образования в послереволюционной России (1917—1930)». В книге анализируются институциональные особенности системы образования в послереволюционной России; описывается становление и разгром педагогического движения; исследуются особенности языка в социологии образования данного периода.

### 2001 год
- Монография «Подросток: виртуальность и социальная реальность». Работа выполнена в рамках исследовательской Программы Центра Социологии Образования РАО «Новые информационные технологии и СМИ как фактор формирования подростковой и молодежной субкультуры».
- Монография «Еврейский детский сад в России: проблемы, противоречия, перспективы». Исследование выполнено в рамках исследовательской Программы Центра социологии образования РАО по изучению социологических проблем системы дошкольного образования в России.

### 2000 год
- Сборник научных статей «Воспитатель детского сада: жизненные ценности и профессиональные ориентации». Статьи посвящены: социокультурным особенностям влияния средств массовой информации и компьютерных технологий на образование.
- Сборник научных статей «Образование и информационная культура». Статьи посвящены: влияния средств массовой информации и компьютерных технологий на образование.

### 1998 год
- Сборник научных статей «Этнос. Идентичность. Образование». Статьи посвящены: возможным направлениям разворачивания социоэтнологических исследований детства№ обсуждению основных концептуальных подходов к исследованию проблематики социальной и национальной идентичности; характерным тенденциям, связанным с вопросами национально-этнического неравенства в сфере образования.
- Научный доклад «Российский подросток 90-х: движение в зону риска.» Доклад посвящён анализу проблем, связанных с половым воспитанием подростков и старшеклассников.
- Книга «Типы региональных образовательных ситуаций в Российской Федерации». В книге показаны социокультцурные макротенденции, характеризующие современное состояние системы образования в России.

### 1997 год
- Монография «Старшеклассник в мире политики». В исследовании дается описание отношения школьников к широкому спектру политических вопросов: государственному устройству, экономике, социальной политике, военной реформе, борьбе с преступностью, контролю за СМИ и другому в период развернувшейся избирательной кампании на пост президента РФ 1996 года.
- Монография «Подросток с дефектом слуха: ценностные ориентации, жизненные планы, социальные связи». В исследовании дается описание отношения школьников к широкому спектру политических вопросов: государственному устройству, экономике, социальной политике, военной реформе, борьбе с преступностью, контролю за СМИ и другому в период развернувшейся избирательной кампании на пост президента РФ 1996 года.
- Книга «Учитель и старшеклассник в мире художественной культуры». В работе раскрываются особенности художественных предпочтений учителей и старшеклассников.

### 1995 год
- Сборник научных статей «Ценностно-нормативные ориентации современного старшеклассника». Основная цель исследований состоит в попытке показать особенности социализации современного подростка в условиях ценносто-нормативной неопределенности и социальной нестабильности.

### 1993 год
- Монография «Российская школа на рубеже 90-х: социологический анализ». Посвящена анализу состояния российской школы на рубеже 90-х годов, отношению к образованию учителей, родителей, старшеклассников общеобразовательных школ и учащихся ПТУ.
- Сборник научных статей «Социология образования». Затрагиваются общие проблемы социологии образования. Показывается объективная картина становления и развития социологии образования в России.

### 1992 года
- Книга «Социокультурный анализ образовательной ситуации в мегаполисе». Исследование проведено в рамках научно-исследовательского проекта «Социокультурный анализ образовательной ситуации в мегаполисе» по Федеральной комплексной программе научно-педагогических исследований Министерства образования РФ «Развитие образования в России».
- Брошюра «Социологический портрет учащегося ПТУ». Исследование проведено в рамка научно-исследовательского проекта Удовлетворенность системой ПТУ с среднем и малом городе по Федеральной комплексной программе научно — педагогических исследований Министерства образования РФ «Развитие образования в России».
- Книга «Динамика художественных предпочтений старшеклассников». В работе раскрывается динамика художественных предпочтений произведений различных видов искусства: изобразительного, музыкального, театрального, киноискусства, художественной литературы у старшеклассников, произошедшая за 15 лет, проанализирована популярность разнообразных телевизионных передач и изданий периодической печати.